# St. Johann am Wimberg
St. Johann am Wimberg, Sankt Johann am Wimberg – gmina w Austrii, w kraju związkowym Górna Austria, w powiecie Rohrbach. Liczy 1016 mieszkańców (1 stycznia 2015).